# روکاویوارا
روکاویوارا (به ایتالیایی: Roccavivara) یک کومونه در ایتالیا است که در استان کامپوباسو واقع شده‌است.

## خصوصیات
روکاویوارا ۲۰٫۹ کیلومترمربع مساحت و ۹۷۹ نفر جمعیت دارد.